# Diplazium caudatum
Diplazium caudatum is een varen uit de wijfjesvarenfamilie (Athyriaceae) die endemisch is voor de eilanden van Macaronesië en het uiterste zuiden van Spanje.
Het is een typische bewoner van de warme, vochtige Laurisilva of laurierbossen.

## Naamgeving enetymologie
- Duits: Schatten-Frauenfarn

De botanische naam Diplazium komt van het Oudgriekse 'diplazein' (verdubbelen), naar de gepaarde sporenhoopjes op de onderzijde van de bladen. De soortaanduiding caudatum komt van het Latijnse 'cauda' (staart), naar de langgepunte bladslipjes.

## Kenmerken

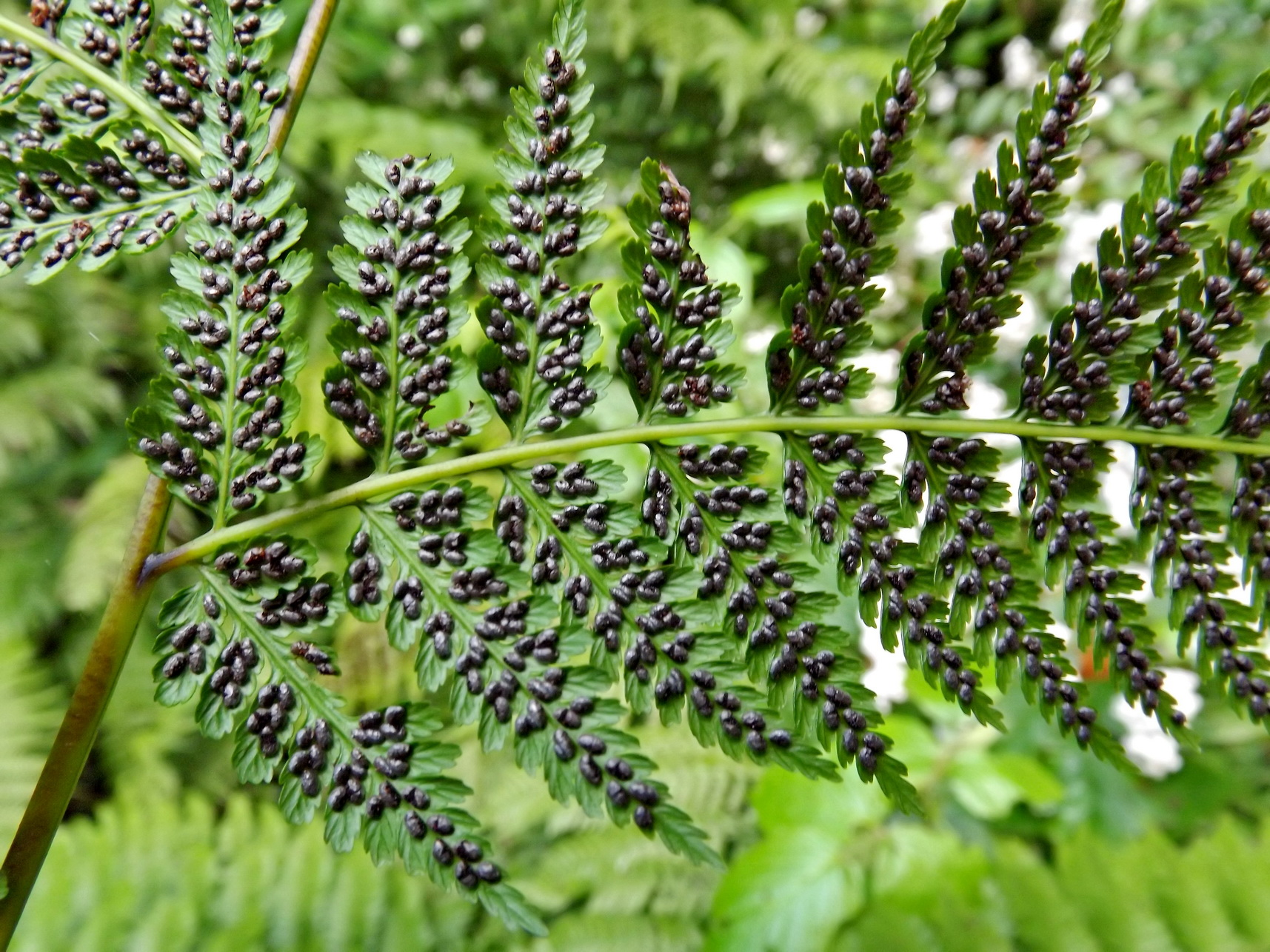
Diplazium caudatum, detail sporenhoopjes

Diplazium caudatum is een grote varen met een lange, dikke, kruipende rizoom, waaruit met intervallen tot 190 cm lange bladen ontspringen. De bladstelen zijn glanzend zwart tot donkerbruin, tot 80 cm lang, maar korter dan de bladschijf zelf, en bezet met bruine schubben.
De bladschijf is twee- tot driemaal geveerd, gras- tot donkergroen, ovaal tot lancetvormig, met langgepunte bladslipjes.
De sporenhoopjes zijn lijnvormig en zitten op de onderzijde van de bladen, gepaard aan beide zijde van de nerven, en zijn bruin. Er is een duurzaam, lijnvormig dekvliesje.

## Habitat
Diplazium caudatum is een terrestrische varen die vooral groeit op hellingen en in ravijnen in schaduwrijke, vochtige, subtropische bossen, zoals in de altijdgroenblijvende Laurisilva of laurierbossen, op hoogtes tussen 250 en 800 m.

## Verspreiding en voorkomen
Diplazium caudatum is endemisch voor de eilanden van Macaronesië (Madeira, de Canarische Eilanden, de Kaapverdische Eilanden (Santo Antão) en de Azoren), en kan daarbuiten ook gevonden worden in de regio Algeciras in de provincie Cádiz in het uiterste zuiden van Spanje, voornamelijk in het natuurgebied Los Alcornocales.
... · D. australe · D. caudatum · D. dietrichianum · D. esculentum · D. melanochlamys · D. molokaiense · D. pycnocarpon · D. sibiricum · ...